# Captura de Atahualpa
La captura de Atahualpa, batalla de Cajamarca, matanza de Cajamarca, o masacre de Cajamarca fue un ataque sorpresa realizado por el contingente de Francisco Pizarro sobre la comitiva de Atahualpa. Ocurrió en la tarde del 16 de noviembre de 1532, en la Plaza de Armas de Cajamarca, donde los españoles  lograron el objetivo de apresar al inca. La captura de Atahualpa marcó el inicio de la conquista del Tahuantinsuyo.
La emboscada tuvo una duración breve de 30 minutos. La acción derivó en una avalancha humana que produjo una estampida de enorme mortandad entre los presentes dentro del recinto.

## Antecedentes
El Imperio incaico se encontraba en la última fase de una larga guerra civil por la sucesión al trono, en la cual uno de los pretendientes, Atahualpa, se hospedaba en las alturas de Cajamarca con una fuerza de casi 80.000 soldados, veteranos de las exitosas campañas contra su medio hermano Huáscar. Mientras, por su parte, el español Francisco Pizarro encabezaba una expedición de conquista compuesta por 168 hombres y 62 caballos, la cual había partido de Panamá en enero de 1531.
Durante el viaje de la expedición española, Atahualpa envió varios mensajeros con regalos para los españoles, algunos de ellos de oro, lo que aumentó las esperanzas de Pizarro de hallar grandes tesoros. Sin embargo, cuando Pizarro llegó a Cajamarca esta se encontraba desierta y se le informó que el ejército de Atahualpa de alrededor de 30 000 hombres se encontraba acampado en las afueras de la ciudad, en Pultumarca (hoy llamado Baños del Inca), preparándose para viajar al Cuzco, donde sus generales acababan de capturar a Huáscar y derrotar a su ejército.
Atahualpa, a diferencia de Moctezuma en México, sabía muy bien que estos hombres no eran representantes de deidades  (la información le había llegado de sus espías). Muy por el contrario, se mostró sumamente despectivo ante los castellanos. Según las crónicas, planeaba reclutar a algunos de los conquistadores para robar armas y caballos. Luego ejecutaría a otros a voluntad.
Francisco Pizarro encomendó a Hernando de Soto la misión de ir donde Atahualpa para invitarle a que viniera a cenar con él en Cajamarca. Pizarro fue muy insistente en el sentido de que la invitación debía ser transmitida de manera cortés y pacífica, para evitar malentendidos. Soto partió acompañado de veinte jinetes, entre los que se encontraba Diego García de Paredes. Cuando la avanzadilla se hallaba ya a medio camino, Pizarro viendo desde lo alto de una de las «torres» de Cajamarca las numerosas tiendas de campaña que conformaban el campamento del Inca, temió que sus hombres pudieran sufrir una emboscada, y envió a su hermano Hernando Pizarro con otros veinte encabalgados más.

## La visita a Pultumarca

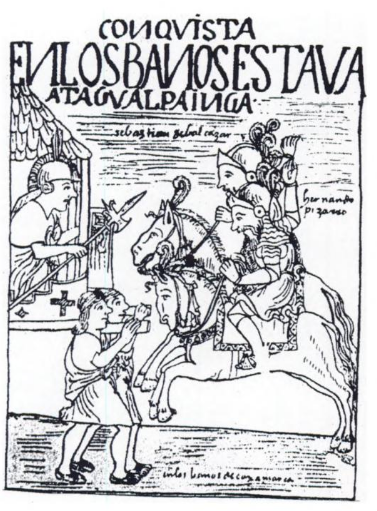
Los conquistadores Sebastián de Belalcázar y Hernando Pizarro acometen a Atahualpa en los baños del Inca. Ilustración de Guamán Poma de Ayala.

Soto y sus hombres llegaron a Pultumarca, a través de una calzada de piedra que corría entre dos canales de agua y terminaba en un río, a partir del cual comenzaba el campamento del Inca. Mientras que Hernando Pizarro y su grupo iban ya casi al alcance de Soto, este llevaba al intérprete Felipillo de Tumbes, mientras que Hernando Pizarro llevaba al intérprete Martinillo, el sobrino del curaca Maizavilca de Poechos.
Atahualpa descansaba en un palacete situado en medio de un pradillo cultivado, situado un poco más atrás del campamento inca. Unos cuatrocientos soldados atahualpistas, desplegados en el pradillo, custodiaban la residencia. Soto y sus hombres, después de cruzar el campamento, llegaron ante la puerta del palacete y, sin bajar de sus caballos, enviaron a Felipillo para que solicitase la presencia del Inca. Un «orejón» (nobles andinos) fue donde su señor con el mensaje y los españoles quedaron a la espera de alguna respuesta. Sin embargo, transcurría el tiempo, sin que nadie saliera dando una respuesta y en eso llegó Hernando Pizarro, junto con cuatro españoles, todos a caballo (el resto de los jinetes se había quedado a las puertas del campamento, a la expectativa de lo que sucediera). Sin bajarse del animal, Pizarro se dirigió a Soto preguntándole por el motivo de su demora, a lo que este respondió «aquí me tienen diciendo ya sale Atahualpa... y no sale». Hernando Pizarro, muy molesto, le ordenó a Martinillo que llamara al Inca, pero como nadie salía, se encolerizó aún más y dijo: «¡Decidle al perro que salga...!»
Tras el agravio de Hernando Pizarro, el orejón Ciquinchara salió del palacete a observar la situación y luego volvió al interior, informando a Atahualpa que se hallaba afuera el mismo español que lo había descalabrado en Poechos (sede del curacazgo de Maizavilca, en Piura), cuando se hallaba espiando el campamento español. Fue entonces cuando Atahualpa se animó a salir, caminando hacia la puerta del palacete y procediendo a sentarse sobre un banco colorado, siempre tras una cortina que únicamente dejaba ver su silueta. De este modo, podía observar al enemigo sin ser visto.
De inmediato, Soto se acercó a la cortina, aún encabalgado, y le presentó la invitación a Atahualpa, aunque este ni siquiera lo miró. Más bien, se dirigió a uno de sus orejones y le susurró algunas cosas. Hernando Pizarro se molestó nuevamente y comenzó a vociferar una serie de cosas que acabaron por llamar la atención del Atahualpa, quien ordenó que le retirasen la cortina. Su mirada se dirigió muy particularmente al osado que lo había llamado «perro». Sin embargo, optó por responder a Soto, diciéndole que avisara a su jefe que al día siguiente iría a verlo donde ellos estaban y que ahí deberían pagarle todo lo que habían tomado durante su estancia en sus tierras.
Hernando Pizarro, sintiéndose desplazado, le dijo a Martinillo que le comunicara a Atahualpa que entre él y el capitán Soto no había diferencia, porque ambos eran capitanes de Su Majestad. Pero Atahualpa no se inmutó, mientras cogía dos vasos de oro, llenos de licor de maíz, que le alcanzaron dos mujeres. Sin embargo, Soto le comentó que su compañero era hermano del gobernador. Atahualpa continuó mostrándose indiferente ante Hernando Pizarro, pero finalmente se dirigió a él, entablándose un diálogo, durante el cual el español se jactó de la superioridad bélica de sus hombres.
Luego, Atahualpa ofreció a los españoles los vasos de licor, pero aquellos, temerosos de que la bebida estuviera envenenada, se excusaron de tomarla, diciendo que estaban en ayuno. A lo cual replicó diciendo que él también estaba ayunando y que el licor de ningún modo hacía romper el ayuno. Para que se disipara cualquier temor, el  probó un sorbo de cada uno de los vasos, lo que tranquilizó a los españoles, que bebieron entonces el licor. Soto, montado en su caballo, quiso enseguida lucirse y comenzó a galopar, haciendo cabriolas ante el Inca; de repente avanzó sobre el monarca como queriendo atropellarle, pero paró en seco. Soto quedó asombrado al ver que el Inca había permanecido inmutable, sin hacer el menor gesto de miedo. Atahualpa ordenó luego traer más bebida y todos bebieron. Finalizó la entrevista con la promesa de Atahualpa de ir al día siguiente a encontrarse con Francisco Pizarro.
Los españoles lo convencieron de solo llevar sirvientes y no soldados al encuentro como gesto de buena voluntad, aunque de igual modo Atahualpa llevó a su lado a algunos cientos de soldados con pequeñas porras escondidas debajo de sus túnicas. Le seguían de 30 000 a 40 000 sirvientes y tropas desarmadas por orden suya. Pizarro los esperaba con 180 españoles y 37 caballos, más indios auxiliares.
Atahualpa, una vez que se fueron los españoles, ordenó que ocho mil soldados dirigidos por Rumiñahui se apostasen en las afueras de Cajamarca, para capturar a los españoles: estaba seguro de que al ver tanta gente, los españoles se rendirían.

## Desarrollo

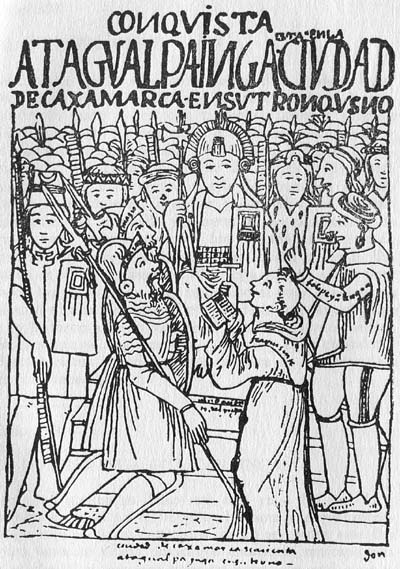
Dibujo de Guamán Poma de Ayala que representa a Atahualpa en Cajamarca, sentado en su trono o usno y acompañado de sus guerreros. Delante de él están Francisco Pizarro y el padre Vicente de Valverde.

Atahualpa aceptó la invitación y presidió una lenta y ceremoniosa marcha de miles de sus súbditos, mayormente bailarines, músicos y cargadores de servicio. El desplazamiento le tomó buena parte del día, causando desesperación en Francisco Pizarro y sus soldados, porque no querían pelear de noche. Esto es notable porque a estas alturas de la campaña de conquista, los españoles ignoraban que los incas no combatían de noche por motivos rituales.
Dentro de Cajamarca, los españoles habían hecho ya los preparativos para tender la celada. Pizarro dividió a sus jinetes en dos grupos, uno al mando de Hernando Pizarro y otro al mando de Hernando de Soto. A los caballos se les colocó cascabeles para que hicieran más ruido al momento de galopar. Los infantes fueron también divididos en dos grupos, uno al mando del mismo Francisco Pizarro y otro al mando de Juan Pizarro. Todas estas tropas fueron desplegadas de manera estratégica. En la cima de una torre situada en la plaza, se instaló el artillero Pedro de Candía, acompañado por tres soldados y dos trompetas, junto con la artillería, compuesta por dos falconetes o cañones pequeños (aunque uno quedó fuera de servicio), dispuestos para disparar cuando se diese la señal convenida.
Antes de entrar en combate, Pizarro en forma de arenga alentó a sus hombres:

Tened todos ánimo y valor para hacer lo que espero de vosotros y lo que deben hacer todos los buenos españoles y no os alarméis por la multitud que dicen tiene el enemigo, ni por el número reducido en que estamos los cristianos. Que aunque fuésemos menos y el enemigo contrario fuese más numeroso, la ayuda de Dios es mayor todavía, y en la hora de la necesidad Él ayuda y favorece a los suyos para desconcertar y humillar el orgullo de los infieles y atraerles al conocimiento de nuestra Santa Fe.

Escondidos dentro de la ciudad, las tropas españolas presenciaron el ingreso del líder atahualpista a la plaza mayor, ya cerca de la hora del crepúsculo. Atahualpa cometió el error de subestimar el peligro que el pequeño grupo de españoles representaba, por más exóticos que fueran sus vestimentas y armamentos, y acudió escoltado únicamente por un grupo de entre 3000 y 6000 servidores, mientras que el resto de su ejército quedó fuera de la muralla de la ciudad, delante de la portada de levante.
Los asistentes de Atahualpa estaban lujosamente vestidos con lo que aparentemente eran vestimentas ceremoniales. Muchos llevaban discos de oro o plata en la cabeza y la fiesta principal estaba precedida por un grupo con librea de colores a cuadros, que cantaba mientras barría la calzada frente a Atahualpa. El Inca mismo fue transportado en una litera forrada con plumas de loro y parcialmente cubierta de plata, transportada por ochenta cortesanos incas de alto rango vestidos de azul vivo. Detrás de Atahualpa venían otras dos literas, donde iban dos personajes importantes del Imperio: uno de ellos era el Chinchay Cápac, el gran señor de Chincha, y el otro probablemente era el Chimú Cápac o gran señor de los chimúes (otros dicen que era el señor de Cajamarca). La intención de Atahualpa parece haber sido impresionar a la pequeña fuerza española con esta exhibición de esplendor y no tenía anticipación de un ataque.
Cargado en andas, se condujo hasta el centro de la plaza, donde ordenó a sus portadores que se detuvieran. Se sorprendió al no ver a ningún español y preguntó a su espía Ciquinchara dónde estaban todos ellos. Algunos de sus capitanes le respondieron que los españoles estaban escondidos de miedo. De pronto, avanzó hacia Atahualpa un hombre barbado y vestido con un hábito blanquinegro: era el fraile Vicente de Valverde, acompañado de un intérprete indígena (Felipillo, según cronistas como Cieza y Garcilaso, o Martinillo, según los soldados-cronistas Pedro Pizarro y Miguel de Estete, testigos de los hechos) y del soldado español Hernando de Aldana, el único de la hueste hispana que entendía ligeramente el idioma de los incas. Valverde, portando una cruz y un breviario, inició el llamado Requerimiento, ordenando a Atahualpa que renunciara a su religión pagana y que aceptara en cambio al catolicismo como su fe y a Carlos I de España, como su soberano. Atahualpa se sintió insultado y confundido por estas demandas de los españoles. Si bien seguramente Atahualpa no tenía intenciones de acceder a las demandas de los españoles, según las crónicas del Inca Garcilaso de la Vega, el Inca intentó algún tipo de discusión sobre la fe de los españoles y su rey, pero los hombres de Pizarro se comenzaron a poner impacientes.

## Captura

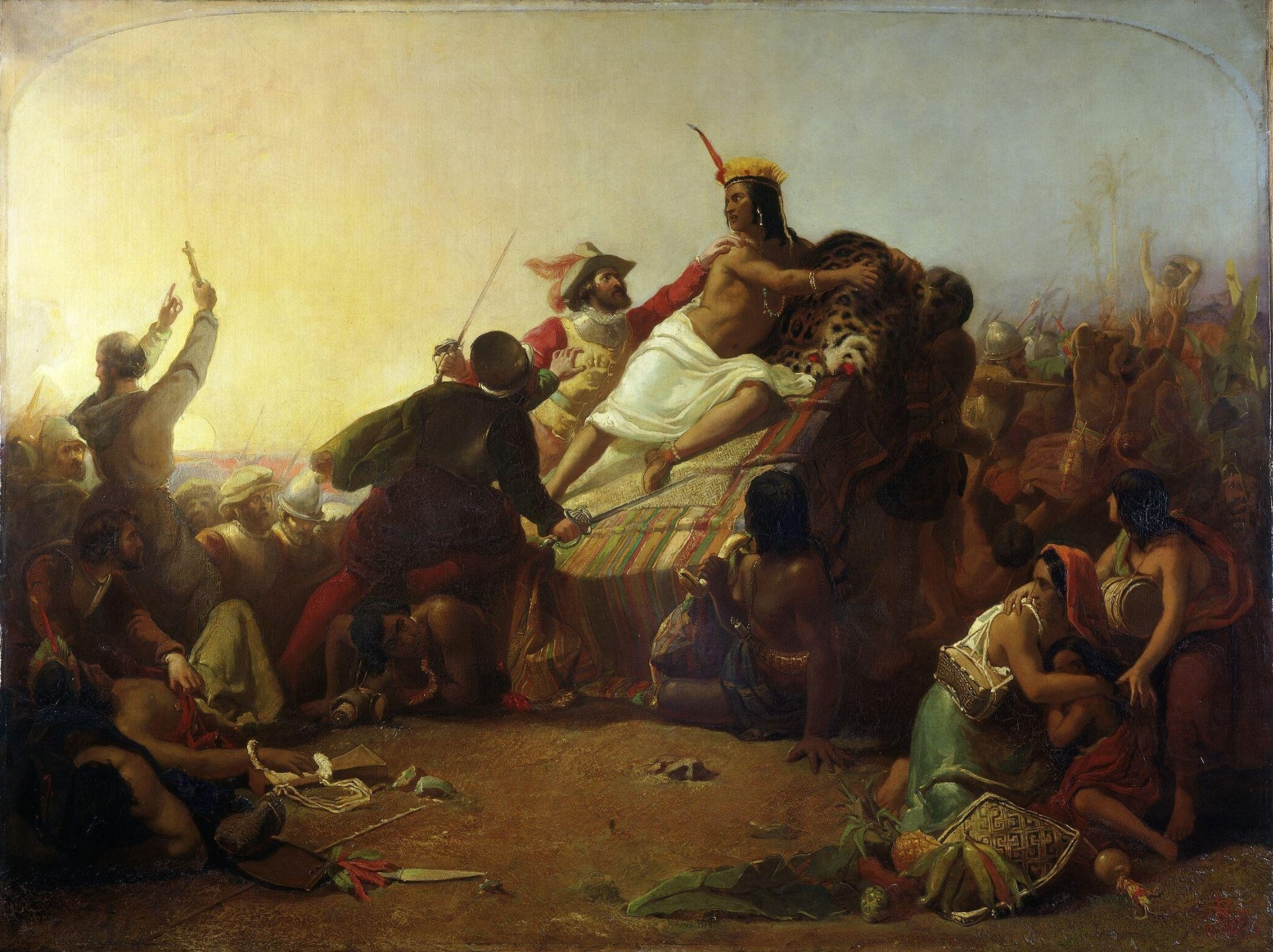
Pizarro apoderándose del Inca de Perú, por John Everett Millais.

El Inca notó que Valverde miraba su breviario antes de pronunciar las frases del Requerimiento y con curiosidad se la pidió. Algunas representaciones decoran aún más esta escena y describen que el fraile Valverde comenzó su discurso con las palabras: "Escucha la palabra de Dios..." Cuando Atahualpa interrumpió al cura y le preguntó irritado de dónde venía la palabra de Dios, Valverde le entregó su breviario. Como Atahualpa desconocía la escritura, cogió el libro, lo revisó y se lo acercó al oído, indignándose porque no oía la "palabra" anunciada ni sentía que ese objeto fuera así de poderoso, por lo que lo lanzó muy lejos con furia, gritando que él no se sometería ante nadie por ser el hijo del sol, y que no conocía la religión de la que el cura le hablaba; asimismo exigió que los españoles pagaran por los desmanes que habían cometido desde su llegada a suelo de su reino.
El cronista y testigo presencial Pedro Pizarro narra la escena de la siguiente manera:

«El sacerdote tenía en sus manos un breviario del cual leía lo que predicaba. Atabalipa lo quiso y se lo dio cerrado. Cuando lo tuvo en sus manos y no supo cómo abrirlo, lo tiró al suelo. Llamó a [Hernando de] Aldana para que viniera y le diera su espada. Aldana lo sacó y lo mostró, pero no quiso renunciar a él. Atabalipa entonces dijo que eran ladrones y que los mataría a todos. Cuando el cura oyó esto, se dio la vuelta e informó al marqués [Francisco Pizarro] de lo sucedido.»

Martinillo recogió el libro y lo alcanzó a Valverde, quien corrió hacia donde Pizarro, gritándole: «¡Qué hace vuestra merced, que Atabalipa está hecho un Lucifer!», para luego dirigirse hacia los soldados españoles, contándoles que el Inca había arrojado los Evangelios por tierra y rechazado el Requerimiento, por lo que les incitó a que salieran a combatir al “idólatra”, que tendrían la absolución. Fue así que Pizarro ordenó a sus hombres a que entraran en acción; sonaron las trompetas y simultáneamente, el artillero Pedro de Candía disparó uno de los falconetes que estaban en la cima de la torre (el otro se averió), impactando el disparo en medio de la masa humana, matando y mutilando a los que en su línea de fuego encontró. Y antes de que los sorprendidos indios se recuperasen, los jinetes españoles, al grito de «¡Santiago, Santiago!», salieron estrepitosamente barriendo todo lo que tenían delante, seguidos de una tropilla de negros y nativos con corazas, estoques y lanzas. Simultáneamente, el otro escuadrón de españoles abría fuego con sus mosquetes desde larga distancia. Se produjo un gran caos, pues los pocos guerreros armados no tuvieron tiempo de sacar sus porras, las cuales tampoco eran de mucha ayuda contra los tiros lejanos españoles y los caballos. La mayoría de la masa espectadora trató de salir del complejo para alejarse de la masacre, y como la única puerta principal estaba abarrotada cargaron contra uno de los muros, haciendo un forado en este, y salieron del complejo.
Los españoles arremetieron especialmente contra los nobles y curacas, que se distinguían por sus libreas (uniformes) con escaques de color morado. «Otros capitanes murieron, que por ser gran número no se hace caso de ellos, porque todos los que venían en guarda de Atahualpa eran grandes señores.» (Jerez). Entre esos capitanes del Inca que cayeron ese día figuraba Ciquinchara, el mismo que había oficiado de embajador ante los españoles durante el trayecto entre Piura y Cajamarca.
El principal blanco del ataque español era Atahualpa y sus comandantes. Pizarro se dirigió a caballo hacia donde estaba Atahualpa, pero el Inca no se movió. Los españoles cortaron las manos o brazos de los asistentes que portaban la litera de Atahualpa para obligarlos a dejarla caer y poder alcanzarlo. Los españoles estaban sorprendidos porque los asistentes ignorando sus heridas, y con sus miembros todavía sanos, sostuvieron la litera hasta que varios de ellos fueron matados y la litera volcó.  Atahualpa permaneció sentado en la litera mientras que un gran número de asistentes se apresuraron a colocarse entre la litera y los españoles, dejando que los infantes los mataran. Mientras Juan Pizarro y los suyos cercaban al Señor de Chincha y lo mataban en su litera, Francisco Pizarro cabalgó entre ellos hasta donde Andrés Contero que había extraído a Atahualpa de la litera. Mientras que sucedía esto, otros soldados también alcanzaron la litera y uno de ellos intentó matar a Atahualpa. Reconociendo el valor del Inca como prisionero, Pizarro se interpuso a tiempo, gritando que «nadie hiera al indio so pena de la vida... »; se dice que en ese forcejeo, el mismo Pizarro sufrió una herida en la mano.
La fuerza principal de Atahualpa al mando de Rumiñahui, que había conservado sus armas pero permanecía "alrededor de un cuarto de legua" fuera de Cajamarca, se dispersó en confusión cuando los sobrevivientes de los que habían acompañado al Inca huyeron de la plaza, derribando los muros de la ciudad. Los guerreros de Atahualpa eran veteranos de sus recientes campañas contra Huáscar y constituían el núcleo profesional del ejército inca, guerreros experimentados que superaban en número a los españoles en más de 45 a 1 (8.000 a 168). Sin embargo, el impacto del ataque español, junto con el significado espiritual de perder al Inca y a la mayoría de sus comandantes de un solo golpe, aparentemente destrozó la moral del ejército, aterrorizando a sus filas e iniciando una derrota masiva. No hay evidencia de que alguna de las principales fuerzas incas intentara enfrentarse a los españoles en Cajamarca después del éxito de la emboscada inicial.
Como resultado del encuentro, entre 4000 a 5000 personas murieron (entre sirvientes y guardias atahualpistas, junto a terceros que allí se encontraban, como los pobladores de Cajamarca y varios orejones huascaristas enviados con ofrecimientos de parte del Inca cautivo), otros 7000 fueron heridos o capturados, según los cronistas los españoles tuvieron solo un muerto (un esclavo negro) y varios heridos.
La esposa de Atahualpa, Cuxirimay Ocllo (que por entonces tendría entre 13 y 15 años de edad), estaba con el ejército y acompañó a Atahualpa mientras estuvo prisionero. Después de su ejecución fue llevada al Cuzco y adoptó el nombre de doña Angelina. Hacia 1538 era la concubina de Francisco Pizarro, con quien tuvo dos hijos, Juan y Francisco. Después de que Pizarro fuera asesinado en 1541, ella se casó con el intérprete Juan de Betanzos quien escribió posteriormente Suma y narración de los incas, cuya parte primera cubre la historia de los incas hasta la llegada de los españoles, y la segunda parte abarca la conquista hasta 1557, principalmente desde el punto de vista de los incas e incluye menciones a entrevistas con guardias del Inca que se encontraban cerca de la litera de Atahualpa cuando fue capturado. Hasta 1987 solo se conocían los primeros 18 capítulos de la parte primera, hasta que en 1987 se encontró y publicó el manuscrito completo.